# Komazeci
Komazeci falu Horvátországban Zára megyében. Közigazgatásilag Obrovachoz tartozik.

## Fekvése
Zárától légvonalban 50, közúton 70 km-re keletre, községközpontjától légvonalban 16, közúton 21 km-re délkeletre, Dalmácia északi részén, a Zrmanja folyásától délre  fekszik. Tőle délre magasodnak a Zmištak (560 m) és a Veliki Prosjek (657 m) hegycsúcsai.

## Története
A történelmi Žegarhoz tartozó település egyik népes családjáról a Komazecről kapta a nevét. Lakosságát csak 1948-tól számlálják önállóan.1991-ben lakosságának száz százaléka szerb nemzetiségű volt. 1991-től szerb lakói csatlakoztak a Krajinai Szerb Köztársasághoz. A Vihar hadművelet idején 1995 augusztusában a horvát hadsereg visszafoglalta a települést, melynek lakossága elmenekült. A településnek 2011-ben 42 lakosa volt. A faluban területi iskola, a žegari alapiskola kihelyezett tagozata működik.

## Lakosság
| Lakosság változása | Lakosság változása | Lakosság változása | Lakosság változása | Lakosság változása | Lakosság változása | Lakosság változása | Lakosság változása | Lakosság változása | Lakosság változása | Lakosság változása | Lakosság változása | Lakosság változása | Lakosság változása | Lakosság változása | Lakosság változása |
| ------------------ | ------------------ | ------------------ | ------------------ | ------------------ | ------------------ | ------------------ | ------------------ | ------------------ | ------------------ | ------------------ | ------------------ | ------------------ | ------------------ | ------------------ | ------------------ |
| 1857               | 1869               | 1880               | 1890               | 1900               | 1910               | 1921               | 1931               | 1948               | 1953               | 1961               | 1971               | 1981               | 1991               | 2001               | 2011               |
| 0                  | 0                  | 0                  | 0                  | 0                  | 0                  | 0                  | 0                  | 639                | 621                | 596                | 536                | 435                | 357                | 5                  | 42                 |